# Naturschutzgebiet Weißes Moor
Koordinaten: 53° 19′ 5,2″ N, 11° 33′ 26,8″ O
Das Naturschutzgebiet Weißes Moor ist ein 13 Hektar umfassendes Naturschutzgebiet in Mecklenburg-Vorpommern drei Kilometer nördlich von Grabow. Die Unterschutzstellung erfolgte am 3. Februar 1958 mit dem Zweck, ein typisches Hochmoor zu schützen und zu entwickeln.
Der aktuelle Gebietszustand wird als befriedigend eingeschätzt, da durch tiefe Grundwasserabsenkungen der umliegenden landwirtschaftlichen Nutzflächen zu DDR-Zeiten der Wasserhaushalt nachhaltig gestört wurde. Nach Aufgabe des Schöpfwerkes kam es zur Erhöhung des Wasserstandes, so dass eingewanderte Gehölze langsam absterben und sich die typische Moorvegetation wieder ausbreiten kann.
Ein Waldweg von der Straße zwischen Grabow und Groß Laasch streift das Gebiet und ermöglicht Einblicke in die Flächen.

## Geschichte
Das Moor entstand zunächst als Versumpfungsmoor in einer Auswehungsmulde der umliegenden nacheiszeitlichen Sander- und Dünenlandschaft. Es entwickelte sich im Laufe der Zeit zum Regenmoor und wurde bis Anfang des 20. Jahrhunderts nicht genutzt. In den 1930er Jahren wurde ein Entwässerungraben gezogen, der das Moor in Richtung Elde entwässerte. Randbereiche im Osten des Moores wurden als Grünland genutzt. Zu DDR-Zeiten lagen die Flächen im militärischen Sperrgebiet. Das Naturschutzgebiet wird seit 1990 vom BUND betreut. Im Herbst werden Teilflächen gemäht, um die strukturreiche Heide zu erhalten.

## Pflanzen- und Tierwelt
Im Schutzgebiet findet sich noch die typische Heidezonierung von feuchter Zwergstrauch-Heide, über Borstgras-Heide hin zu trockener Zwergstrauch-Heide. Im zentralen Teil finden sich Torfmoose sowie Knöterich-Laichkraut, Mittlerer Sonnentau, Kleiner Wasserschlauch, Lungen-Enzian, Borstgras und Zwiebel-Binse. Hervorhebenswert ist das Vorkommen von Moorbärlapp. Auf dem ehemaligen Grünland wachsen aktuell Großseggen und Flutrasen. Die Randbereiche des Moores sind mit einem Birken-Bruchwald bestockt.
Brutvögel im Gebiet sind Kranich und Bekassine.